# Shun Nogaito
Shun Nogaito (野垣内 俊 Nogaito Shun?), född 11 september 1986 i Mie prefektur, är en japansk fotbollsspelare.
Nogaito började sin karriär 2009 i FC Gifu. Han spelade 206 ligamatcher för klubben. 2017 flyttade han till Vanraure Hachinohe. 2018 flyttade han till Veertien Mie.